# Ялгыз-Наратский сельсовет
Ялгыз-Наратский сельсовет — муниципальное образование в Татышлинском районе Башкортостана.
Административный центр — село Ялгыз-Нарат.

## История
Согласно Закону о границах, статусе и административных центрах муниципальных образований в Республике Башкортостан имеет статус сельского поселения.

## Население
| 2002 | 2009  | 2010 | 2012 | 2013 | 2014 | 2015 |
| ---- | ----- | ---- | ---- | ---- | ---- | ---- |
| 1139 | ↘1070 | ↘940 | ↘927 | ↘901 | ↘882 | ↘857 |
| 2016 | 2017  | 2018 |      |      |      |      |
| ↘817 | ↘790  | ↘765 |      |      |      |      |

## Состав сельского поселения
| № | Населённый пункт | Тип населённого пункта       | Население |
| - | ---------------- | ---------------------------- | --------- |
| 1 | Ялгыз-Нарат      | село, административный центр | ↘462      |
| 2 | Башкибаш         | село                         | ↘252      |
| 3 | Старый Сикияз    | деревня                      | ↘226      |
| 4 | Новокудашево     | деревня                      | ↘0        |